# Największe przeboje (album Urszuli)
GWIAZDY XX WIEKU: Urszula, największe przeboje – dwuczęściowy kompilacyjny album Urszuli, wydany w 2004 roku nakładem wydawnictwa BMG Poland.

## Lista utworów

### Część 1
1. „Dmuchawce, latawce, wiatr” (muz. R. Lipko, sł. M. Dutkiewicz) – 5:41
2. „Malinowy król” (muz. R. Lipko, sł. M. Dutkiewicz) – 6:00
3. „Konik na biegunach” (muz. J. Dybek, sł. F. Serwatka) – 3:16
4. „Michelle ma belle” (muz. R. Lipko, sł. M. Dutkiewicz) – 4:13
5. „Rysa na szkle” (muz. S. Zybowski, sł. B. Olewicz) – 4:26
6. „Coraz mniej” (muz. S. Zybowski, sł. B. Olewicz) – 4:46
7. „Czy to miłość to co czuję” (muz. S. Zybowski, sł. B. Olewicz) – 4:56
8. „Wielki odlot” (muz. R. Lipko, sł. M. Dutkiewicz) – 4:52
9. „Kto zamiast mnie” (muz. R. Lipko, sł. M. Dutkiewicz) – 6:16
10. „Świąteczny taniec” (muz. S. Zybowski, sł. U. Kasprzak) – 4:57
11. „Noc nie przyszła pod mój dach” (muz. R. Kniat, sł. A. Sobczak) – 4:25
12. „Woodstock`94” (muz. S. Zybowski, sł. U. Kasprzak) – 3:27
13. „Za twoje zdrowie mała” (muz. R. Lipko, sł. M. Dutkiewicz) – 4:30
14. „Wild Thing” (muz. / sł. Chip Taylor znana z wykonania The Troggs) – 3:29

### Część 2
1. „Niebo dla ciebie” (muz. S. Zybowski, sł. U. Kasprzak) – 4:37
2. „Na sen” (muz. S. Zybowski, sł. U. Kasprzak) – 4:28
3. „Piesek twist” (muz. S. Zybowski, sł. U. Kasprzak) – 4:24
4. „Klub samotnych serc” (muz. W. Kuzyk, sł. U. Kasprzak) – 5:02
5. „Biała droga” (muz. S. Zybowski, sł. U. Kasprzak) – 5:14
6. „Mój blues” (muz. S. Zybowski, sł. U. Kasprzak) – 5:01
7. „Euforia” (muz. S. Zybowski, sł. U. Kasprzak) – 4:33
8. „Ja płaczę” (muz. S. Zybowski, sł. B. Olewicz) – 3:31
9. „Ten tato” (muz. S. Zybowski, sł. U. Kasprzak) – 4:49
10. „Dnie-ye!” (muz. S. Zybowski, sł. U. Kasprzak) – 4:03
11. „Więcej niż nic” (muz. S. Zybowski, sł. U. Kasprzak) – 4:32
12. „Supernova” (muz. S. Zybowski) – 5:27
13. „O nim” (muz. S. Zybowski, sł. U. Kasprzak) – 3:12
14. „Co się z tobą dzieje?” (muz. S. Zybowski, sł. U. Kasprzak) – 4:38
15. „Żegnaj więc” (muz. S. Zybowski, sł. U. Kasprzak) – 4:36